# Norbert Reiter
Norbert Reiter (* 5. Januar 1928 in Beuthen; † 29. August 2009 in Berlin) war ein deutscher Sprachwissenschaftler. Er war hauptsächlich im Bereich der Slawistik und Balkanologie tätig. Ferner prägte er den Begriff Eurolinguistik und begründete diese Disziplin.

## Leben
Reiter wurde im oberschlesischen Beuthen geboren und wuchs dort auf. Nach seinem Abitur betätigte er sich eine Zeit lang als Russischlehrer. 1948 nahm er in Greifswald das Studium der Slawistik auf und kam 1950 nach Berlin, wo er Schüler des Slawisten Max Vasmer wurde. 1953 promovierte er mit einer Arbeit zu den deutschen Lehnübersetzungen im Tschechischen. Von 1954 bis 1963 war er Serbokroatisch-Lektor am Berliner Osteuropa-Institut. 1963 habilitierte er sich mit einer Arbeit über den Dialekt von Titov Veles. 1967 wurde er als Professor mit der Leitung des Instituts für Balkanologie, der späteren Abteilung Balkanologie des Osteuropa-Instituts, an der Freien Universität Berlin betraut. Er leitete den Bereich und vertrat das Studienfach Balkanologie bis zu seiner Emeritierung im Jahre 1993. Im Jahre 1991 prägte Reiter den Begriff Eurolinguistik und begründete diese neue sprachwissenschaftliche Teildisziplin. Er war Herausgeber der „Balkanologischen Veröffentlichungen des Osteuropa-Instituts“ und zudem Mitherausgeber der „Zeitschrift für Balkanologie“.

### Schriften von Norbert Reiter (Auswahl)
- Die deutschen Lehnübersetzungen im Tschechischen. Berlin 1953. (= Slavistische Veröffentlichungen 3).
- Die polnisch-deutschen Sprachbeziehungen in Oberschlesien. Wiesbaden 1960 (= Slavistische Veröffentlichungen 23).
- Der Dialekt von Titov-Veles. Berlin/Wiesbaden 1964 (= Slavistische Veröffentlichungen 32).
- Grundzüge der Balkanologie. Berlin/Wiesbaden 1993 (= Balkanologische Veröffentlichungen 21).
- “Ist Eurolinguistik Gotteslästerung?” In: Feldbusch, Elisabeth et al. (eds.), Neue Fragen der Linguistik: Akten des 25. Linguistischen Kolloquiums Paderborn 1990. Tübingen 1991, 109–113.
- Eurolinguistik kognitiv. Die Zählreihensemantik. Wiesbaden 2007.

### Festschrift
- Sprache in der Slavia und auf dem Balkan. Slavistische und balkanologische Aufsätze. Norbert Reiter zum 65. Geburtstag'. Hg. v. Uwe Hinrichs u. a., Wiesbaden: Harrassowitz 1993 (= Opera Slavica Neue Folge 25).